# Kick Smit
Johannes Chrishostomus ("Kick") Smit (Bloemendaal, 3 november 1911 – Haarlem, 1 juli 1974) was een Nederlands voetballer. In de jaren dertig en veertig was hij de sterspeler van HFC Haarlem.

## Loopbaan
Smit maakte als dertienjarige al zijn debuut in het eerste elftal van Geel Wit en stapte toen hij 14 jaar was over naar RKVV Onze Gezellen. In 1932 kwam hij bij RCH. In 1934 speelde Smit zijn eerste wedstrijd voor Haarlem. Hij was een technisch begaafde linksbinnen. 
Hetzelfde jaar debuteerde Kick Smit in het Nederlands elftal in een wedstrijd tegen België. Hij scoorde meteen drie goals. Tot 1946 kwam hij 29 keer uit voor Oranje en maakte hij 26 doelpunten. Van 1940 tot 1945 speelde hij voor RKSV HBC.
Met Haarlem haalde hij, ook in 1946, de landstitel. In 1950 beëindigde hij zijn actieve carrière en werd hij trainer. In het seizoen 1954/1955 speelde hij nog vijf wedstrijden in het eerste elftal. Naast zijn werk als trainer bij verschillende clubs (Haarlem, RCH, HBC, Alkmaar '54, Aalsmeer en Wijk aan Zee) was hij zestien jaar lang docent op het CIOS. Met minder succes was hij ook actief als zakenman.
Nog tijdens zijn voetbalcarrière werd de (voor)naam van Kick Smit vereeuwigd door striptekenaar Henk Sprenger, die de figuur Kick Wilstra creëerde, een naam samengesteld uit de namen van Smit, Faas Wilkes en Abe Lenstra. De sportredactie van het Haarlems Dagblad riep Smit uit tot Haarlems sportman van de 20e eeuw. 
Smit overleed, na een slopende ziekte, in 1974 op 62-jarige leeftijd, twee dagen voordat Oranje zich wist te plaatsen voor de finale van het wereldkampioenschap van 1974.